# Sergueï Blajko
Pour les articles homonymes, voir Blazhko.
Sergueï Nikolaïevitch Blajko (en russe : Сергей Николаевич Блажко), né le 17 novembre 1870 à Khotimsk (aujourd'hui en Biélorussie) et mort le 11 février 1956 à Moscou, est un astronome soviétique.

## Biographie
Membre de l'Académie des sciences d'URSS (1929), il dirigea l'observatoire de Moscou de 1918 à 1931. Il découvrit une variation secondaire de l'amplitude et de la période des étoiles pulsantes de type RR Lyrae et relata des variations de pulsations, connues sous le nom d'effet Blazhko (d'après la transcription anglaise de son nom).

## Honneurs
- Prix Staline en 1952 ;
- Deux fois l'ordre de Lénine
- Deux fois l'ordre du Drapeau rouge du Travail
- Un cratère lunaire porte aujourd'hui son nom.